# De vita händerna
De vita händerna är en svensk kortfilm från 1950 i regi av Rut Hillarp och Mihail Livada. Filmen är en lyrisk omtolkning av myten om Tristan och Isolde och gjordes genom Svensk experimentfilmstudio. Den tilldelades priset Årets smalfilm. Det var Hillarps andra film tillsammans med Livada, och hennes sista före 1970.